# Шиша (приток Киши)
Шиша — река в России, протекает по Майкопскому району Адыгеи. Устье реки находится в 18 км от устья Киши по правому берегу. Длина реки − 14 км, площадь водосборного бассейна — 70 км².

## Данные водного реестра
По данным государственного водного реестра России относится к Кубанскому бассейновому округу, водохозяйственный участок реки — Белая. Речной бассейн реки — Кубань.
Код объекта в государственном водном реестре — 06020001112108100004441.